# Russia-1
Russia-1 (em russo:  Россия-1) é um canal de televisão russo de propriedade estatal exibido pela primeira vez em 22 de março de 1951 como Programa Um na União Soviética. Foi relançado como RTR a 13 de maio de 1991 e é conhecido hoje como Russia-1. É o principal canal da Companhia Estatal de Transmissão de Radio e Televisão em Toda a Rússia (VGTRK). A Rússia-1 tem a segunda maior audiência na televisão russa. Numa semana típica, ela é vista por 75% dos russos urbanos, em comparação com 83% do canal líder, Piervy Kanal. Os dois canais são semelhantes nas suas políticas e competem diretamente no entretenimento. A Rússia-1 tem muitas variações e transmissões regionais em diversos idiomas.